# Леонув (Плоцький повіт)
Леонув (пол. Leonów) — село в Польщі, у гміні Слубіце Плоцького повіту Мазовецького воєводства.
Населення — 38 осіб (2011).
У 1975-1998 роках село належало до Плоцького воєводства.

## Демографія
Демографічна структура станом на 31 березня 2011 року:
|          | Загалом | Допрацездатний вік | Працездатний вік | Постпрацездатний вік |
| -------- | ------- | ------------------ | ---------------- | -------------------- |
| Чоловіки | 22      | 3                  | 17               | 2                    |
| Жінки    | 16      | 4                  | 9                | 3                    |
| Разом    | 38      | 7                  | 26               | 5                    |